# Поттер (округ, Техас)
Шаблон:StateAbbr_ 35°24′ пн. ш. 101°53′ зх. д. / 35.4° пн. ш. 101.89° зх. д.
Округ Поттер (англ. Potter County) — округ (графство) у штаті Техас, США. Ідентифікатор округу 48375.

## Історія
Округ утворений 1887 року.

## Демографія
За даними перепису 2000 року загальне населення округу становило 113546 осіб, зокрема міського населення було 105315, а сільського — 8231. Серед мешканців округу чоловіків було 57018, а жінок — 56528. В окрузі було 40760 домогосподарств, 27475 родин, які мешкали в 44598 будинках. Середній розмір родини становив 3,21.
Віковий розподіл населення поданий у таблиці:
| Стать    | До 15 років | 15-21 | 22-29 | 30-39 | 40-49 | 50-65 | 65-85 | Понад 85 |
| -------- | ----------- | ----- | ----- | ----- | ----- | ----- | ----- | -------- |
| Чоловіки | 13652       | 6300  | 7512  | 8773  | 8515  | 7036  | 4731  | 499      |
| Жінки    | 13245       | 5909  | 6672  | 7813  | 7439  | 7378  | 6619  | 1453     |

## Суміжні округи
- Мур — північ
- Гатчинсон — північний схід
- Карсон — схід
- Армстронг — південний схід
- Рендалл — південь
- Деф-Сміт — південний захід
- Олдем — захід
- Гартлі — північний захід

## Виноски
1. ↑  U.S. Decennial Census. United States Census Bureau. Архів оригіналу за 12 травня 2015. Процитовано 6 травня 2015.
2. ↑  Texas Almanac: Population History of Counties from 1850–2010 (PDF). Texas Almanac. Архів оригіналу (PDF) за 26 лютого 2015. Процитовано 6 травня 2015.
3. ↑  State & County QuickFacts. United States Census Bureau. Архів оригіналу за 17 липня 2011. Процитовано 22 грудня 2013.(англ.) Наведено за англійською вікіпедією.
4. ↑  American FactFinder. Бюро перепису населення США. Архів оригіналу за 26 лютого 2012. Процитовано 31 січня 2008.

| США | Це незавершена стаття з географії США. Ви можете допомогти проєкту, виправивши або дописавши її. |